# 지다이마쓰리

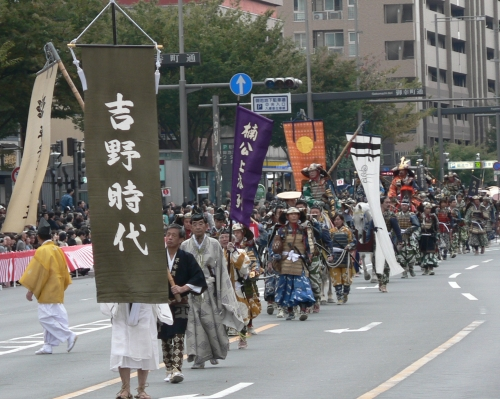
지다이마리

지다이마쓰리(일본어: 時代祭)는 일본 교토부에서 열리는 축제이다. 교토가 수도였던 약 1100년 동안의풍속을 시대별로 나누어 재현하는 가장행렬로, 약 700명의 인원이 행사에 참여한다.